# Britney: For the Record
Britney: For the Record – amerykański telewizyjny film dokumentalny i zarazem siódme DVD amerykańskiej piosenkarki muzyki pop Britney Spears, wydane 7 kwietnia 2009 roku.
Autobiograficzny dokument amerykańskiej gwiazdy muzyki POP – Britney Spears, będący swego rodzaju spowiedzią artystki z najbardziej kontrowersyjnego okresu w jej życiu, obejmującego lata 2006-2008. Dokument jest zapisem 60 dni, w których kamera towarzyszyła artystce, ukazuje m.in. kulisy gali MTV Video Music Awards, zapisy z sesji nagraniowej do nowego albumu artystki 'Circus' oraz kulisy nagrywania teledysków do piosenek 'Womanizer' i 'Circus'. Całość przerywana jest wyznaniami piosenkarki. DVD nie zostało wydane w Polsce.

## O DVD

### Wiadomości techniczne
- Lektor: angielski (Dolby Digital 2.0 Surround)

### Materiał
Na DVD zawarty jest materiał z życia prywatnego Britney, oraz dodatkowe klipy oraz kulisy powstawania teledyskow Womanizer oraz Circus. DVD sprzedało się w nakładzie 750.000 egzemplarzy w Stanach Zjednoczonych i daje mu to status 3 krotnie platynowej płyty.